# ویتکوت
ویتکوت (به انگلیسی: Withcote) یک روستا و محله مدنی در بریتانیا است که در Harborough واقع شده‌است.